# Keiynan Lonsdale
Keiynan Lonsdale (Sydney, 19 december 1991) is een Australisch acteur, danser en singer-songwriter. Hij is bekend door zijn rollen als Oliver Lloyd in Dance Academy en Wally West in The Flash en DC's Legends of Tomorrow. Ook speelde hij een rol in de Australische dramaserie Eden uit 2021. Hij is verder bekend om filmrollen in The Divergent Series: Insurgent uit 2015, The Finest Hours uit 2016 en Love, Simon uit 2018. Lonsdale heeft ook gewerkt als vj op MTV en heeft muziek uitgebracht.